# Miku Yamada
Miku Yamada (* 28. April 1999) ist eine japanische Sprinterin.

## Sportliche Laufbahn
Erstmals trat Miku Yamada bei den Jugendweltmeisterschaften 2015 in Cali international in Erscheinung. Dort schied sie im 100-Meter-Lauf mit 12,32 s in der ersten Runde aus. 2018 wurde sie bei den Juniorenasienmeisterschaften in Gifu in 24,52 s Vierte im 200-Meter-Lauf und gewann mit der japanischen 4-mal-100-Meter-Staffel in 45,94 s die Silbermedaille. Im Jahr darauf schied sie bei den Asienmeisterschaften in Doha mit 24,09 s in der ersten Runde aus und belegte mit der Staffel in 44,95 s Rang sechs.

## Persönliche Bestleistungen
- 100 Meter: 11,74 s (0,0 m/s), 29. März 2019 in Singapur
- 200 Meter: 23,91 s (+1,4 m/s), 3. Mai 2018 in Fukuroi